# پرتو کیهانی
پرتوهای کیهانی ذرات بارداری هستند که در درون اجرام آسمانی تولید می‌شوند و شتاب می‌گیرند و به فضای کیهان پرتاب می‌شوند. برخی از این ذرات سرگردان در کیهان به زمین می‌رسند و وارد جو زمین می‌شوند. پس از ورود ذرات کیهانی به داخل جو زمین معمولاً با مولکولهای اتمسفر برخورد می‌کنند. در اثر این برخوردها ممکن است مولکول هوا چندپاره شود، یا ذرات دیگری مانند فوتون‌ها، الکترون‌ها و پوزیترونها تولید شوند. خود ذرات ایجاد شده ممکن است در اثر برخوردهای بعدی، ذرات بیشتری را تولید کنند. به مجموعه ذراتی که در داخل جو زمین ایجاد می‌شوند ذرات ثانویه گفته می‌شود. از آنجایی که که تولید ذرات ثانویه از ذره کیهانی اولیه شبیه فرایند تولید بهمن می‌باشد، ذرات ثانویه را بهمن‌های هوایی گسترده و گاهی به اختصار بهمن‌های هوایی می‌نامند. در میان ذرات بهمن‌های هوایی گاهی ذرات کمتر شناخته‌شده‌ای مانند مزون‌های پی و میون‌ها یافت می‌شوند.
این پرتوها که شامل الکترون و هسته‌های کاملاً یونیزهٔ اتم است، از تمام راستاها به مقدار برابر دریافت می‌شود. راستای ورود، سرچشمهٔ آن‌ها را روشن نمی‌کند، چرا که پرتوهای کیهانی ذراتی باردار هستند؛ از این رو در زمان حرکت از میان میدان‌های مغناطیسی راه شیری، مسیر آن‌ها پیوسته تغییر می‌کند. انرژی بالای پرتوهای کیهانی نشان‌دهندهٔ آن است که آن‌ها باید در فرایندهای پرانرژی، مانند انفجارهای ابرنواختری، به‌وجود آمده باشند. پروتون با حدود ۹۰٪ و هستهٔ هلیوم با ۱۰٪ بیش‌ترین سهم را در این پرتوها دارند. البته مقدار اندکی هسته‌های سنگین‌تر نیز یافت می‌شود که انرژی آن‌ها بین {\displaystyle {{10}^{8}}} تا {\displaystyle {{10}^{20}}\,{\text{eV}}} است.
از برخورد پرتوهای پرانرژی کیهانی و مولکول‌های جو، تابش ثانویه پدید می‌آید. این تابش را می‌توان از روی زمین رصد کرد، در حالی که برای مشاهدهٔ مستقیم پرتوهای کیهانی باید از جو خارج شد. آشکارسازهای مورد استفاده برای رصد پرتو کیهانی شبیه به آن‌هایی است که در فیزیک ذرات به‌کار می‌رود. با توجه به اینکه ذرات در شتاب‌دهنده‌های زمینی حداکثر به انرژی {\displaystyle {{10}^{12}}\,{\text{eV}}} می‌رسند، پرتوهای کیهانی یک آزمایشگاه طبیعی عالی در پیش روی فیزیک ذرات قرار می‌دهند. بسیاری از ماهواره‌ها و فضاپیماها مجهز به آشکارسازهای پرتو کیهانی هستند.

## تاریخچه
در سال ۱۹۱۲ ویکتور هس فیزیکدان اتریشی به دنبال حل معمای کم شدن بار اجسام باردار الکتروسکوپ‌هایی را در نقاط مختلف زمین نصب کرد و از تغییر میزان شدت کاهش بار نتیجه گرفت منشأ پرتوهای باردار خارج از زمین است. در سال ۱۹۲۶ رابرت میلیکان به آن نام پرتو کیهانی را داد و به ویکتور هس به کشف پرتوهای کیهانی در سال ۱۹۳۶ جایزه نوبل فیزیک رسید.

## ذرات ورودی
ذرات اولیه که به جو زمین وارد می‌شوند شامل ۹۲٫۹ درصد پروتون، ۶٫۳ درصد هسته هلیوم(ذره آلفا)، ۰٫۱۳ درصد هسته عناصر لیتیوم، برلیوم و بور ۰٫۴ درصد هسته عناصر کربن، نیتروژن، اکسیژن و فلوئور ۰٫۱۸ هسته عناصر سنگین و ۰٫۰۵ هسته عناصر بسیار سنگین است.

## ورود ذرات به زمین

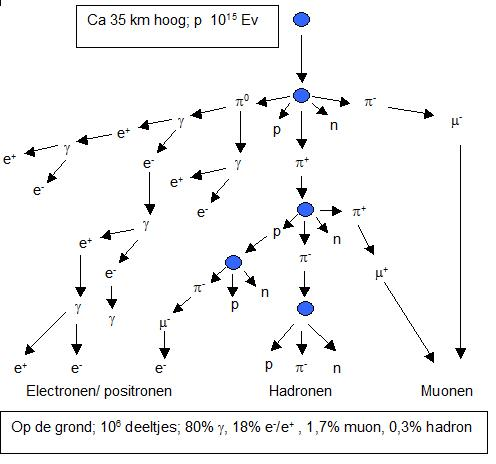
یک طرح‌واره از مقیاسی کوچک برای واپاشی ذرات پرتو کیهانی

## طیف انرژی

طیف انرژی پرتوهای کیهانی (عرض:میزان شارش و طول:انرژی ذره اولیه).